# Échalot
Échalot ist eine französische Gemeinde mit 97 Einwohnern (Stand: 1. Januar 2022) im Département Côte-d’Or in der Region Bourgogne-Franche-Comté (vor 2016 Burgund). Sie gehört zum Arrondissement Montbard und zum Gemeindeverband Pays Châtillonnais. Die Bewohner nennen sich Échalotais.

## Geografie
Die Gemeinde Échalot liegt am Südwestrand des Plateaus von Langres, etwa 42 Kilometer nordwestlich von Dijon an der Quelle des Brévon, eines 31,5 Kilometer langen Nebenflusses der Seine. Im Süden der Gemeinde entspringt der Ruisseau de Léry, der über die Tille zur Saône abfließt. Somit liegt die Gemeinde auf der Europäischen Hauptwasserscheide. Das 27,65 km² umfassende Gemeindegebiet ist durch Wälder geprägt, von denen der Forêt de la Fossillière im Westen der Gemeinde allein fast 10 km² umfasst. Ser Forêt Domaniale de Belle-Étoile im Südwesten der Gemeinde ist nur wenig kleiner und zeichnet sich durch das sternförmige Zusammentreffen von 17 Forstwegen an einem Punkt aus. Das zentrale Dorf Échalot, das Dorf Lochère und weitere kleine Weiler und Einzelhöfe liegen auf Rodungsinseln, auf denen Ackerland überwiegt. Umgeben wird Échalot von den Nachbargemeinden Minot im Norden, Salives im Osten, Léry im Süden, Poiseul-la-Grange im Südwesten sowie Étalante im Westen.

## Bevölkerungsentwicklung
| Jahr      | 1962 | 1968 | 1975 | 1982 | 1990 | 1999 | 2006 | 2014 | 2021 |
| Einwohner | 187  | 172  | 144  | 133  | 118  | 95   | 100  | 95   | 94   |

Im Jahr 1831 wurde mit 445 Bewohnern die bisher höchste Einwohnerzahl ermittelt. Die Zahlen basieren auf den Daten von cassini.ehess und INSEE.

## Sehenswürdigkeiten
- Sümpfe von La Fossilière und von Lochère, Naturschutzgebiete
- Église de l’Assomption (Geburtskirche) aus dem 14. und 15. Jahrhundert mit bemerkenswerten Statuen aus der Zeit zwischen 15. und 17. Jahrhundert
- Kapelle Saint-Roch aus dem 16. Jahrhundert im Ortsteil Lochère, in ein Waschhaus (Lavoir) umgewandelt
- Schloss Échalot, zwischen 1835 und 1840 an der Stelle einer alten mittelalterlichen Festung erbaut
- Geburtshaus des Divisionsgenerals Rossin, erbaut in den 1830er Jahren, während des Zweiten Weltkriegs Lazarett, heute in Privatbesitz
- Gefallenendenkmal
- Wegkreuze

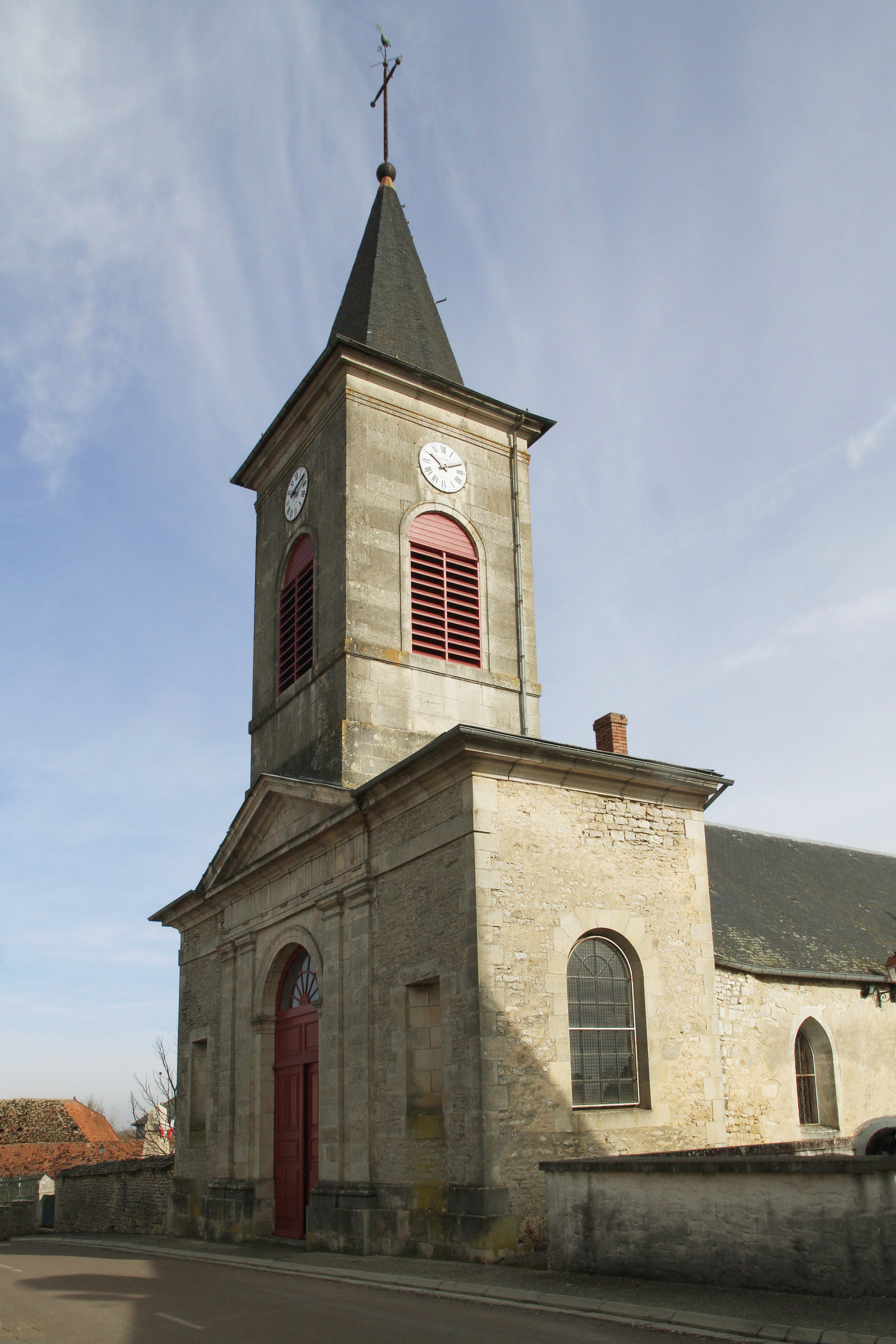
Geburtskirche
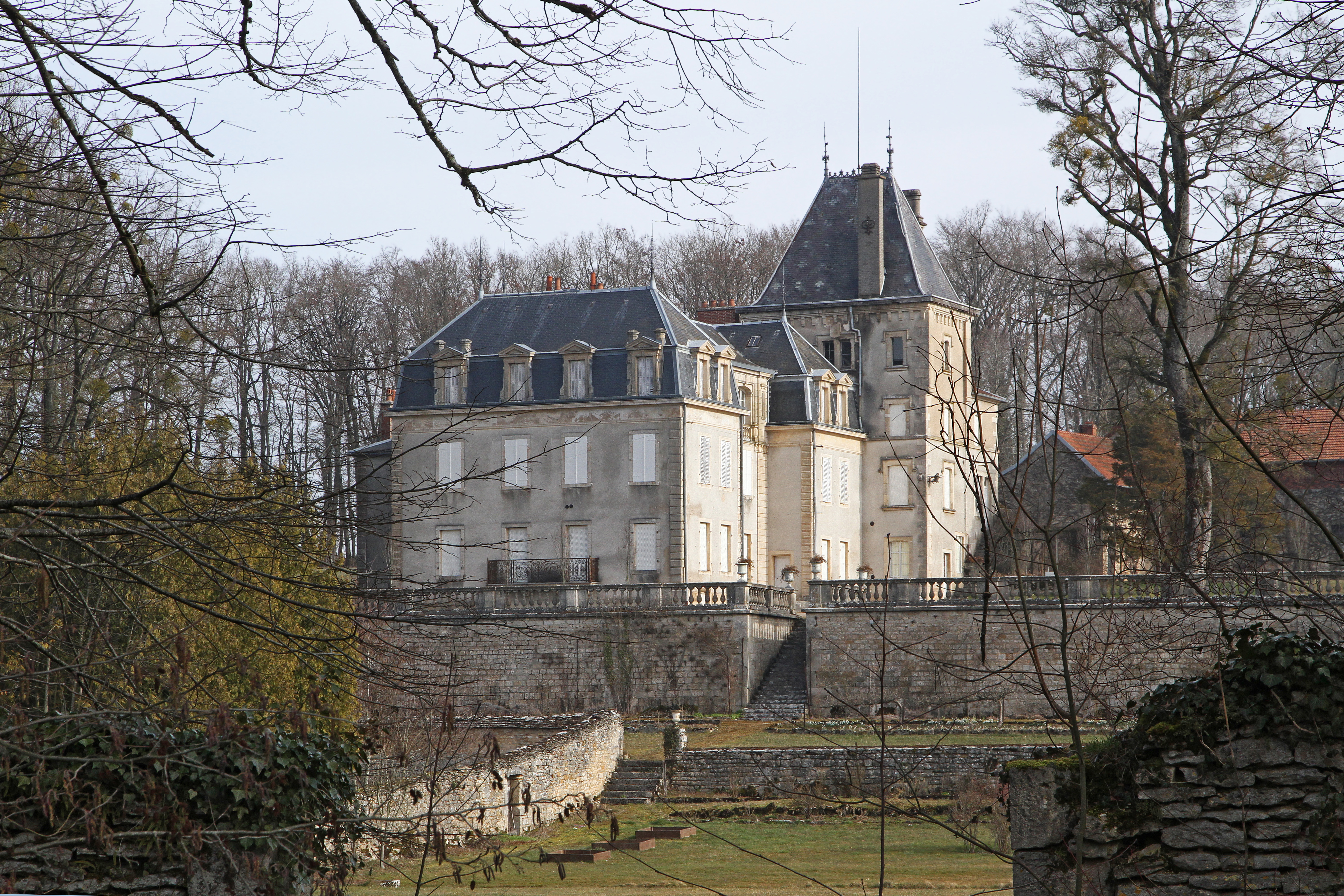
Schloss Échalot
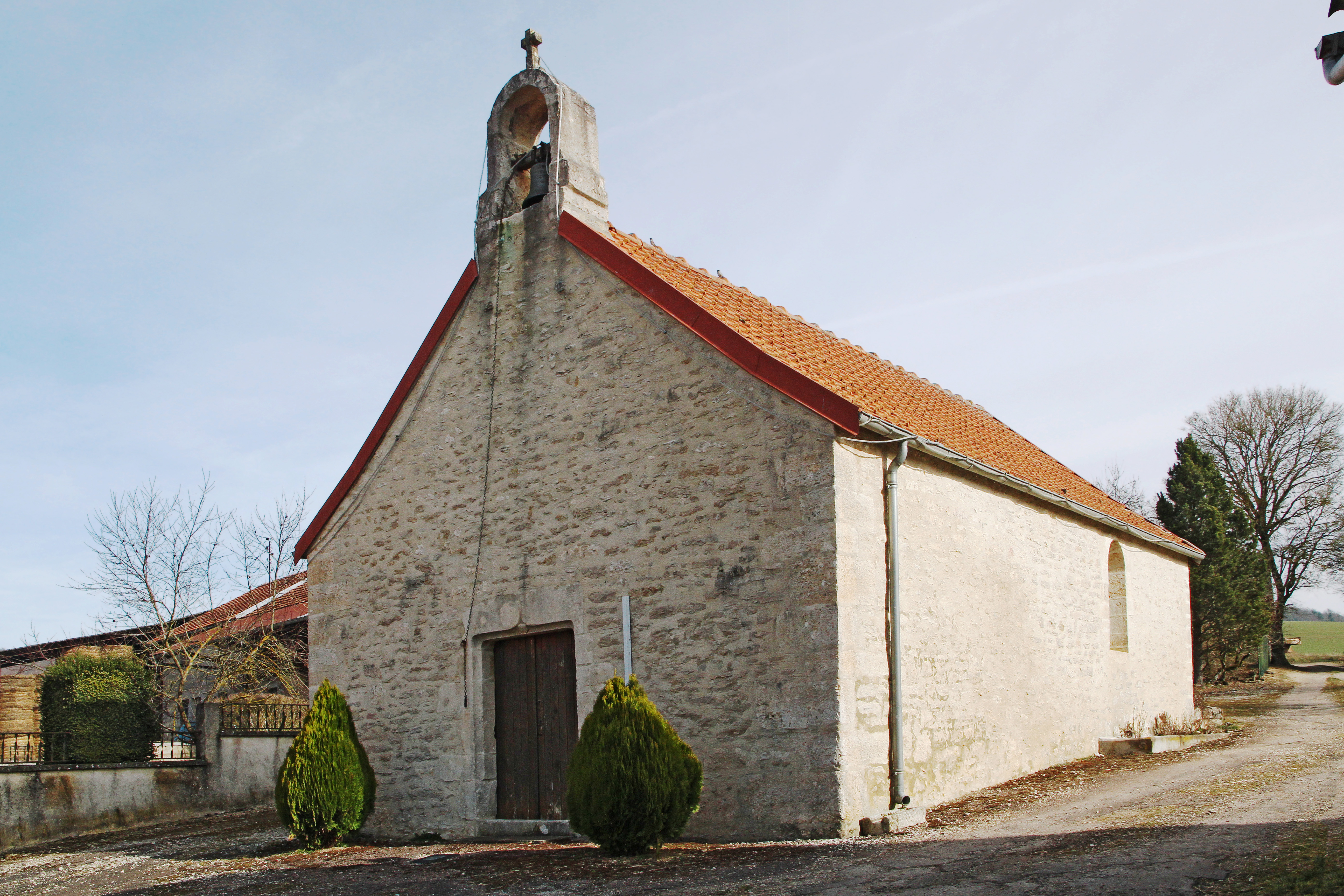
Waschhaus in Lochère, ehemalige Kapelle Saint-Roch
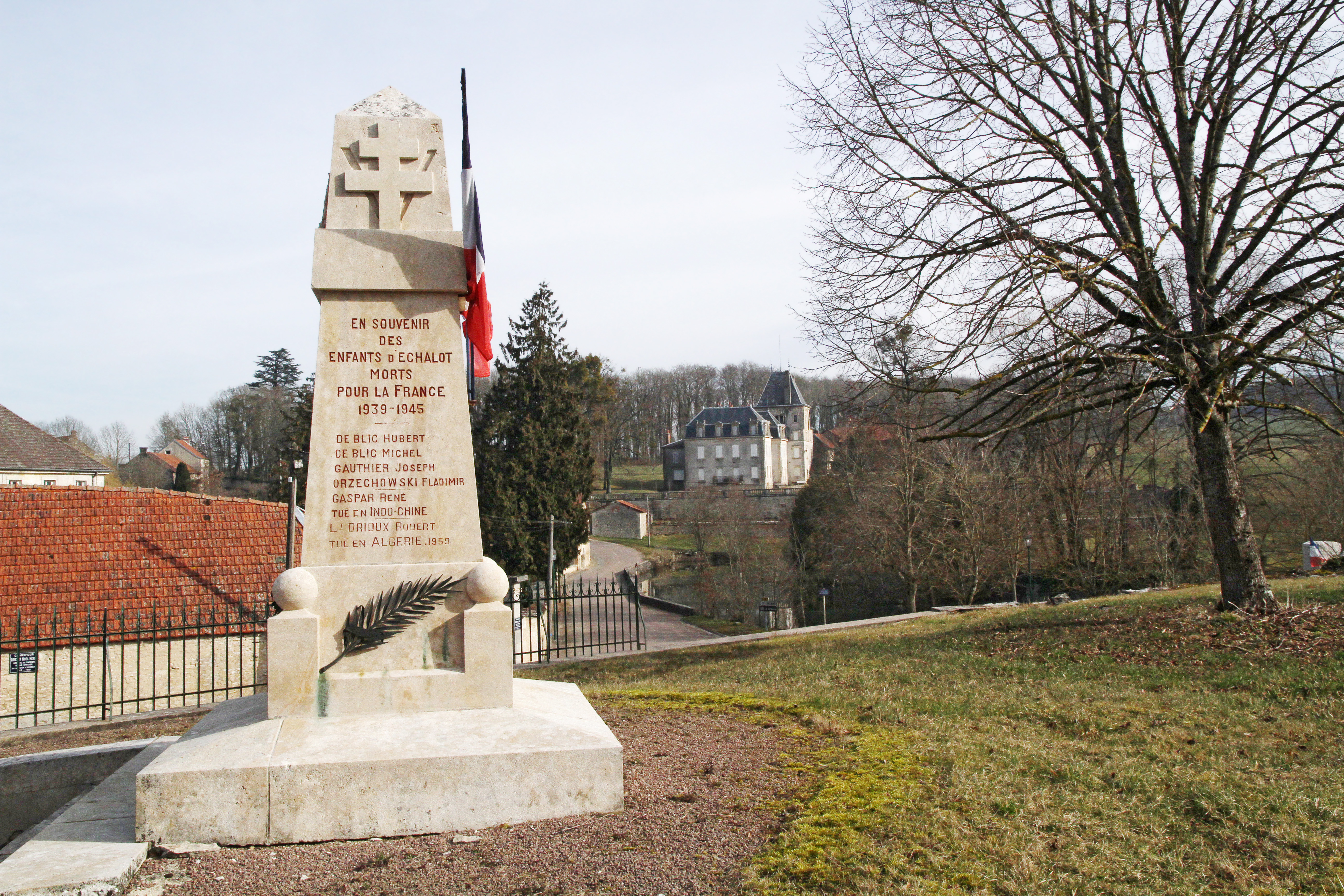
Gefallenendenkmal

## Wirtschaft und Infrastruktur
Im Südosten grenzt Échalot an das Gelände der militärischen Kernforschungsanlage Valduc, in der auch Nuklearwaffen produziert werden.
Westlich und südwestlich des Dorfes Échalot stehen acht Windkraftanlagen.
In Échalot sind neun Landwirtschafts- (Anbau von Getreide, Hülsenfrüchten und Ölsaaten) und zwei Forstwirtschaftsbetriebe ansässig.
Durch Échalot führt die Fernstraße D 19 von Billy-lès-Chanceaux nach Salives. Im 25 Kilometer südöstlich gelegenen Til-Châtel besteht ein Anschluss an die Autoroute A 31.

## Belege
1. ↑  Échalot auf cassini.ehess
2. ↑  Échalot auf insee.fr
3. ↑  Landwirtschaftsbetriebe auf annuaire-mairie.fr
4. ↑  Forstbetriebe auf annuaire-mairie.fr